# 安东尼奥·加尔巴索
安东尼奥·加尔巴索（義大利語：Antonio Garbasso，1871年4月16日—1933年3月14日），意大利物理学家和国家法西斯党政治家。 他是意大利王国佛罗伦萨第15位市长。